# El Rubio, Mexiko
El Rubio är en ort i Mexiko.   Den ligger i kommunen Minatitlán och delstaten Veracruz, i den sydöstra delen av landet, 500 km öster om huvudstaden Mexico City. El Rubio ligger 30 meter över havet och antalet invånare är 137.
Terrängen runt El Rubio är platt. Runt El Rubio är det ganska glesbefolkat, med 29 invånare per kvadratkilometer. Närmaste större samhälle är Hidalgotitlán, 18,1 km väster om El Rubio. Omgivningarna runt El Rubio är en mosaik av jordbruksmark och naturlig växtlighet.